# Svetoslavo Surongna
Svetoslavo Surongna (fl. X-XI secolo) è stato re di Croazia dal 997 al 1000.
Era parte della dinastia dei Trpimirović e governò con l'aiuto del suo ban Varda.
Era il figlio maggiore di re Stjepan Držislav. Suo padre gli diede il titolo di duca prima di morire e lo designò quale suo successore. Dopo che i fratelli Krešimir e Gojslav seppero della successione al padre di Suronja come re dei Croati, organizzarono una rivolta. I fratello chiesero aiuto all'imperatore bulgaro Samuele anche se fino ad allora era stato nemico dello Stato croato ed era in guerra con l'Impero bizantino. Durante la guerra i bizantini erano sostenuti dalla Repubblica di Venezia e dai croati di Svetoslav Suronja che continuò la politica filo-occidentale del padre.
Samuele così accolse le richieste dei ribelli croati e attaccò il regno di Croazia nel 998, con cui inizio la prima delle tre guerre Croato-Bulgare. Samuele avanzò fino alla costa adriatica raggiungendo la città di Zara, dove però si arrestò per tornare in Bosnia.. Samuele diede tutti i territori da lui conquistati ai ribelli Krešimir III and Gojslav, dai quali organizzarono la conquista dell'intera Croazia sconfiggendo il loro fratello maggiore Svetoslav Suronja.
In questa situazione confusa, in cui inizialmente sembrò risultare sconfitta la fazione bizantina, il Doge di Venezia Pietro II Orseolo avviò una campagna in Dalmazia contro la nuova Croazia, attorno all'anno 1000, conquistando il Quarnaro e Zara, poi Traù e Spalato ed infine Curzola e Lagosta, finché anche Zaravecchia si arrese. A Traù ormai divenuta veneziana ci fu un incontro fra Pietro Orseolo II e Svetoslav Suronja. L'erede di Suronia, Stjepan Svetoslavić sposò la figlia del doge di Venezia Joscella o Hicela Orseolo, matrimonio che sancì l'unione politica fra Venezia e le città dell'Adriatico orientale.
Dopo che a Venezia avvenne un colpo di Stato, Svetoslav Suronja e la sua famiglia migrarono esiliati in Ungheria e lì morirono. Quando nel 1020 il re Krešimir III uccise suo fratello Gojslav, il papa ordinò un'indagine sulla morte e contemporaneamente la Croazia cadde in una nuova anarchia, situazione che fu sfruttata dal figlio di Svetoslav Suronja, Stjepan, che conquistò con l'aiuto dell'Ungheria la Slavonia contro lo zio Cressimiro. Egli fu poi nominato ban di Slavonia. Il suo discendente, Dmitar Zvonimir, divenne re dei Croati nel 1074. Finì così il primo regno di Croazia, creato da Tomislao I i cui centri di potere erano prevalentemente situati in Dalmazia; da allora la Croazia fu sempre legata all'Ungheria e il centro culturale e politico della nazione fu in quella che un tempo era definita Croazia Pannonica, o Slavonia.